# 大河内正敏
大河内 正敏（おおこうち まさとし、1878年（明治11年）12月6日 - 1952年（昭和27年）8月29日）は、日本の物理学者、実業家。
東京府出身。子爵。理化学研究所（理研）の3代目所長、貴族院議員。身長は180cmと長身だった。妻は大河内信古の娘で、婿養子となった。息子は大河内信定、大河内信敬。孫の一人に女優の河内桃子がいる。無名時代の田中角栄を引き立てたことでも知られる。

## 来歴・人物
旧上総大多喜藩主で、子爵大河内正質の長男として東京浜松町に生まれた。のち旧三河吉田藩の子爵大河内家（江戸時代前期に活躍し、「知恵伊豆」と呼ばれた老中松平伊豆守信綱の子孫の家系で、大多喜藩主家の遠縁）の養子となり、最後の藩主・大河内信古の娘を妻に迎える。
学習院初等科時代は、後の大正天皇の御学友であった。同中等科、第一高等中学校を経て、東京帝国大学工科大学造兵学科に入学。在学時代は特待生であり、1903年（明治36年）、東京帝大を首席卒業した際には恩賜の銀時計の授与を受けた。卒業後はそのまま帝大講師となり、その後、私費でヨーロッパに留学し、1911年（明治44年） の帰国後は東京帝大教授に就任する。この頃、寺田寅彦と共同で飛行弾丸の流体的な実験を行う。
1914年（大正3年）、工学博士となる。翌年、貴族院子爵議員補欠選挙で初当選、1918年（大正7年）原内閣の海軍省政務次官を務める。
1921年（大正10年）9月30日、山川健次郎（東大総長）の推薦により、理化学研究所の所長に登用される。理研に主任研究員に自由をもたせる研究室制度を導入するとともに、研究成果の事業化を進め、理研を国際的な研究機関にまで育て上げた。1925年（大正14年）、東大教授の職を辞して理研の所長職に専念する。1925年（大正14年）6月15日、正三位となる。1927年（昭和2年）、ピストンリングに関する研究成果の事業化を目的に、理化学興業株式会社（後のリケン）を設立、同社は日本で初めて実用ピストンリングの製造を開始。その後も76におよぶ理研グループ（理研産業団）の会社を興し、理研産業団を新興財閥の一角を占めるまでに成長させる。
1930年（昭和5年）、勲四等に叙され、瑞宝章を授けられるが、同年7月19日、息子の信威が共産党のシンパとして逮捕されたことを契機に貴族院議員を辞職。1934年（昭和9年）、東京物理学校（東京理科大学の前身）第4代校長となり、1936年（昭和11年）には東京物理学校理事長を兼務するが、1937年（昭和12年）東京物理学校理事長を辞する。1938年（昭和13年）2月10日、貴族院子爵補欠議員選挙で当選。1943年（昭和18年）、内閣顧問に就任する。
同年8月18日、昭和天皇に「工作機械ニ就テ」と題した進講を行う。
1945年（昭和20年）12月6日、軍需産業、内閣顧問、原爆製造計画などに関与したことにより、連合国軍最高司令官総司令部による逮捕者リストに名を連ねた（第四次逮捕者9名中の1人）。戦争犯罪容疑で巣鴨拘置所に収監される。収監にともなって、東京物理学校校長を辞する。1946年（昭和21年）4月に釈放されるが、貴族院議員を辞職し、理化学研究所所長も辞任する。所長辞任後に公職追放となる。1951年（昭和26年）8月6日、公職追放を解かれる。
1952年（昭和27年）8月29日、脳梗塞で死去、享年73。
1927年（昭和2年）以降、理化学研究所所長としてたびたび進講していた経緯もあり、昭和天皇より祭粢料を賜った。
勲二等に叙され、旭日重光章を追贈される。墓所は、埼玉県新座市の平林寺（松平信綱以来の菩提寺）にある。

## 栄典
位階
- 1943年（昭和18年）12月15日 - 従二位[12]

勲章等
- 1930年（昭和5年）12月5日 - 帝都復興記念章[13]
- 1940年（昭和15年）8月15日 - 紀元二千六百年祝典記念章[14]

## 家族
- 実父・大河内正質。妻は松平正和の二女・鋲子。
- 養父・大河内信好 (1864年生) - 三州豊橋藩主、子爵。大河内信古と鋹子（溝口直溥長女）の子。妻の美能子は牧野誠成の娘。[15]
- 妻・一子 (1876年生) - 養父の妹。大河内信古の娘。[15]
- 長男・大河内信威  - 共産主義に傾倒し、逮捕されて獄中転向するも相続廃除となる。釈放後は父親の会社で重役として働き、茶の湯や陶芸に親しんだ。
- 二男・大河内信定 - 大妻女子大学教授。兄に代わって家督を継ぐ。
- 弟・大河内正倫 (1885年生)
- 妹・完子（1887年生） - 小西酒造の小西新右衛門（利右衞門）の妻

## 参考事項
博士論文書誌データベースに次の論文がある。
- 齋藤憲　新興コンツェルン理研の研究 : 大河内正敏と理研産業団　商学博士　早稲田大学　1987年
  - 『新興コンツェルン理研の研究　大河内正敏と理研産業団』時潮社 1987年